# Caño (Guánica)
Caño es un barrio ubicado en el municipio de Guánica en el estado libre asociado de Puerto Rico. En el Censo de 2010 tenía una población de 1788 habitantes y una densidad poblacional de 446,54 personas por km².

## Geografía
Caño se encuentra ubicado en las coordenadas 17°59′54″N 66°54′1″O / 17.99833, -66.90028. Según la Oficina del Censo de los Estados Unidos, Caño tiene una superficie total de 4 km², de la cual 4 km² corresponden a tierra firme y (0.06%) 0 km² es agua.

## Demografía
Según el censo de 2010, había 1788 personas residiendo en Caño. La densidad de población era de 446,54 hab./km². De los 1788 habitantes, Caño estaba compuesto por el 82.83% blancos, el 8.72% eran afroamericanos, el 0.17% eran amerindios, el 0.06% eran isleños del Pacífico, el 6.26% eran de otras razas y el 1.96% pertenecían a dos o más razas. Del total de la población el 99.22% eran hispanos o latinos de cualquier raza.